# Roasso Kumamoto
Maillots
Actualités
Le Roasso Kumamoto (ロアッソ熊本) est un club japonais de football basé à Kumamoto dans la préfecture de Kumamoto. Le club évolue en J.League 2.

## Historique
Fondé sous le nom de Roasso Kumamoto en 2005, a participé à la Ligue Kyushu. L'année suivante, il devient membre associé de la J. League et rejoint la ligue en 2008. Après de nombreuses années en J.League 2, le club est relégué en 2018 et c'est en 2021 qu'il finissent champion de J.League 3 et retrouve la deuxième division.
Le mot italien Rosso pour "rouge", qui exprime la passion brûlante de "Mt. Aso" et "Kumamoto, la terre de feu", et le mot italien Asso, qui signifie "as" et "seulement". L'emblème représente un cheval qui symbolise la tradition et la nature de Kumamoto, et la forme du bouclier a été inspirée par l'emblème de la préfecture de Kumamoto.

## Palmarès
| Compétitions nationales                            | Compétitions internationales |
| - Championnat du Japon de D3 (1) - Champion : 2021 | - Néant                      |

## Joueurs et personnalités du club

### Entraîneurs
Le tableau suivant présente la liste des entraîneurs du club depuis 2005.
| Rang | Nom             | Période   |
| ---- | --------------- | --------- |
| 1    | Tomoyoshi Ikeya | 2005-2009 |
| 2    | Makoto Kitano   | 2009-2010 |
| 3    | Takuya Takagi   | 2010-2013 |

| Rang | Nom             | Période   |
| ---- | --------------- | --------- |
| 4    | Yasushi Yoshida | 2013      |
| 5    | Tomoyoshi Ikeya | 2013-2014 |
| 6    | Takeshi Ono     | 2014-2015 |

| Rang | Nom               | Période   |
| ---- | ----------------- | --------- |
| 7    | Hiroyuki Kiyokawa | 2016-2017 |
| 8    | Tomoyoshi Ikeya   | 2017-2018 |

| Rang | Nom            | Période     |
| ---- | -------------- | ----------- |
| 9    | Hiroki Shibuya | 2018-2020   |
| 10   | Takeshi Oki    | depuis 2020 |

## Bilan saison par saison
Ce tableau présente les résultats par saison de Roasso Kumamoto dans les diverses compétitions nationales et internationales depuis la saison 2008.
| Saison | Championnat | Championnat | Championnat | Championnat | Championnat | Championnat | Championnat | Championnat | Championnat | Championnat | Coupe du Japon | Coupe de la Ligue |
| Saison | Division    | Pos         | Pts         | J           | V           | N           | D           | BP          | BC          | Diff.       | Coupe du Japon | Coupe de la Ligue |
| ------ | ----------- | ----------- | ----------- | ----------- | ----------- | ----------- | ----------- | ----------- | ----------- | ----------- | -------------- | ----------------- |
| 2008   | J2 League   | 12e         | 43          | 42          | 10          | 13          | 19          | 46          | 72          | -26         | 3e tour        | -                 |
| 2009   | J2 League   | 14e         | 58          | 51          | 16          | 10          | 15          | 66          | 82          | -16         | 2e tour        | -                 |
| 2010   | J2 League   | 7e          | 54          | 36          | 14          | 12          | 10          | 39          | 43          | -4          | 3e tour        | -                 |
| 2011   | J2 League   | 11e         | 51          | 38          | 13          | 12          | 13          | 33          | 44          | -11         | 2e tour        | -                 |
| 2012   | J2 League   | 14e         | 55          | 42          | 15          | 10          | 17          | 40          | 48          | -8          | 4e tour        | -                 |
| 2013   | J2 League   | 19e         | 43          | 42          | 10          | 13          | 19          | 40          | 70          | -30         | 3e tour        | -                 |
| 2014   | J2 League   | 13e         | 54          | 42          | 13          | 15          | 14          | 45          | 53          | -8          | 2e tour        | -                 |
| 2015   | J2 League   | 13e         | 53          | 42          | 13          | 14          | 15          | 42          | 45          | -3          | 3e tour        | -                 |
| 2016   | J2 League   | 16e         | 46          | 42          | 12          | 10          | 20          | 38          | 53          | -15         | 2e tour        | -                 |
| 2017   | J2 League   | 21e         | 37          | 42          | 9           | 10          | 23          | 36          | 59          | -23         | 3e tour        | -                 |
| 2018   | J2 League   | 21e         | 34          | 42          | 9           | 7           | 26          | 50          | 79          | -29         | 2e tour        | -                 |
| 2019   | J3 League   | 5e          | 57          | 34          | 16          | 9           | 9           | 45          | 39          | +6          | 2e tour        | -                 |
| 2020   | J3 League   | 8e          | 54          | 34          | 16          | 6           | 12          | 56          | 47          | +9          | -              | -                 |
| 2021   | J3 League   | 1er         | 54          | 28          | 16          | 9           | 3           | 39          | 20          | +19         | 2e tour        | -                 |
| 2022   | J2 League   | 4e          | 67          | 42          | 18          | 13          | 11          | 58          | 48          | +10         | 3e tour        | -                 |
| 2023   | J2 League   | 14e         | 49          | 42          | 13          | 10          | 19          | 52          | 53          | -1          | Demi-finales   | -                 |
| 2024   | J2 League   | 12e         | 46          | 38          | 13          | 7           | 18          | 53          | 62          | -9          | 2e tour        | 1er tour          |
| Saison | Division    | Pos         | Pts         | J           | V           | N           | D           | BP          | BC          | Diff.       | Coupe du Japon | Coupe de la Ligue |
| Saison | Championnat |             |             |             |             |             |             |             |             |             | Coupe du Japon | Coupe de la Ligue |